# Ярово (Костромская область)
Ярово — деревня в Расловском сельском поселении Судиславского района Костромской области России. 

## География
Деревня расположена  в юго-западной части региона, в подзоне южной тайги, на реке Кохталка.

### Климат
Климат характеризуется как умеренно континентальный, с продолжительной холодной многоснежной зимой и коротким сравнительно тёплым летом. Средняя температура воздуха самого холодного месяца (января) — −13,3 °C (абсолютный минимум — −49 °C); самого тёплого месяца (июля) — 17,7 °C (абсолютный максимум — 37 °С). Безморозный период длится около 112 дней. Продолжительность периода активной вегетации растений (выше 10 °C) составляет примерно 115—125 дней. Годовое количество атмосферных осадков — 598 мм, из которых 370—440 мм выпадает в тёплый период.

## История
Согласно Спискам населенных мест Российской империи в 1872 году деревня относилась к 1 стану Костромского уезда Костромской губернии. В ней числилось 10 дворов, проживали 27 мужчин и 30 женщин.
Согласно переписи населения 1897 года в деревне проживало 77 человек (34 мужчины и 43 женщины).
Согласно Списку населенных мест Костромской губернии в 1907 году деревня относилась к Шишкинской волости Костромского уезда Костромской губернии. По сведениям волостного правления за 1907 год в ней числилось 15 крестьянских двора и 82 жителя. Основным занятием жителей деревни, помимо земледелия, был извоз и работа угольщиками.

## Население
| 2008 | 2010 | 2014 |
| ---- | ---- | ---- |
| 1    | ↘0   | ↗1   |